# 450P/LONEOS
P/2004 A1 LONEOS è una cometa periodica appartenente alla famiglia delle comete gioviane.
La cometa è stata scoperta il 13 gennaio 2004 ma già al momento dell'annuncio della scoperta erano state trovate immagini di prescoperta risalenti al 18 dicembre 2003.. La cometa presenta un'unica particolarità, una piccola MOID coi pianeti Giove, 0,191 U.A. e Saturno, con quest'ultimo il 30 luglio 1992 ha avuto un passaggio ravvicinato di sole 0,031 au.